# Kulturåret 1831

## Händelser
- 22 augusti - Julia Nybergs pjäs Nornan har urpremiär på Kongliga Theatern i Stockholm [1].
- 26 december - Vincenzo Bellinis opera Norma har urpremiär i Milano [2].
- Okänt datum - Finska litteratursällskapet bildas.
- Okänt datum - Lunds Studentsångförening bildas.
- Okänt datum - Christian Etzdorf väljs  in som hedersledamot i Konstakademien.

## Nya verk
- Chagrängskinnet av Honoré de Balzac
- Kvällar på en lantgård nära Dikanka av Nikolaj Gogol
- Les Feuilles d'automne av Victor Hugo
- Marion Delorme av Victor Hugo
- Poetiska försök av Wilhelmina Stålberg
- Ringaren i Notre Dame av Victor Hugo
- Minnen från Södern (1831 - 1839), av Karl August Nicander

## Födda
- 3 januari - Adolf Mützelburg (död 1882), tysk författare.
- 4 februari - Anton Dieffenbach (död 1914), tysk genremålare.
- 16 februari - Nikolaj Leskov (död 1895), rysk författare.
- 21 februari - Henri Meilhac (död 1897), fransk librettist och dramatiker.
- 27 februari - Nikolaj Ge (död 1894), rysk målare.
- 5 mars - Johan Kahl (död 1905), svensk konstnär.
- 19 maj - Steingrímur Thorsteinsson (död 1913), isländsk poet och författare.
- 22 maj - Carl Bernhard Wadström (död 1918), svensk författare och komminister.
- 18 juni  - Peter Nicolai Arbo (död 1892), norsk konstnär.
- 23 juni  - Edward Skill (död 1873), brittisk träsnidare, verksam i Sverige och Nordamerika.
- 1 juli  - Wojciech Gerson (död 1901), polsk målare.
- 15 juli  - Reinhold Begas (död 1911), tysk skulptör.
- 9 augusti - Axel Johan Erik Krook (död 1893), svensk publicist och författare.
- 28 augusti - Ludvig Norman (död 1885), svensk tonsättare.
- 5 september - Victorien Sardou (död 1908), fransk dramatiker.
- 3 november - Ignatius Donnelly (död 1901), amerikansk författare och politiker.
- 11 november - John George Brown (död 1913), amerikansk målare.

## Avlidna
- 6 januari - Rodolphe Kreutzer (född 1766), fransk violinist, kompositör och dirigent.
- 21 januari - Achim von Arnim (född 1781), tysk författare.
- 25 januari - August Klingemann (född 1777), tysk författare och teaterman.
- 18 februari – Ryōkan (född 1758), japansk zenbuddhist, poet och kalligraf
- 30 november - Agnieszka Truskolaska (född 1755), polsk operasångare och skådespelare.
- 17 december - Jonas Magnus Stiernstolpe (född 1777), svensk författare och översättare.